# التاريخ الديموغرافي لفلسطين

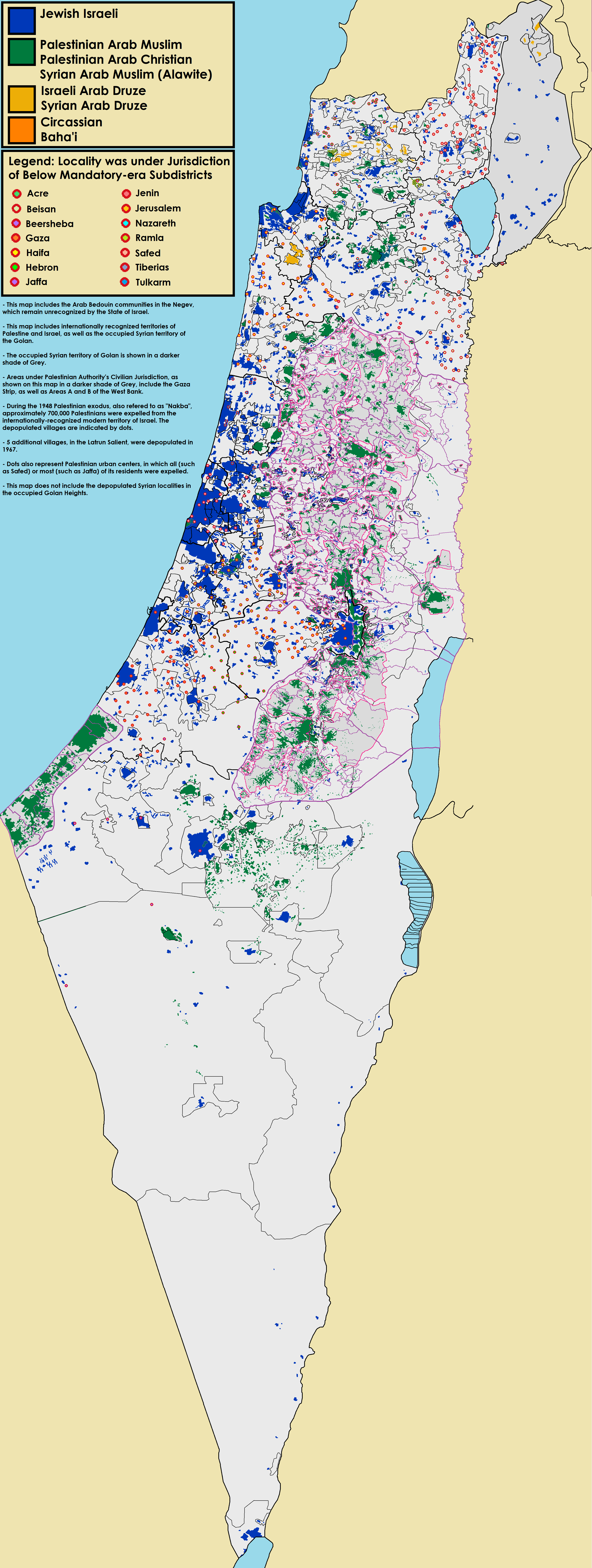
خريطة التكوين القومي في فلسطين الحالية - ويشمل ذلك الأراضي التي أقيمت عليها دولة إسرائيل عام 1948، والضفة الغربية وقطاع غزة، وهضبة الجولان السورية المحتلة. تظهر الخريطة أيضًا مواقع البلدات والقرى الفلسطينية التي دمرت وهُجر أهلها في حرب عام 1948.

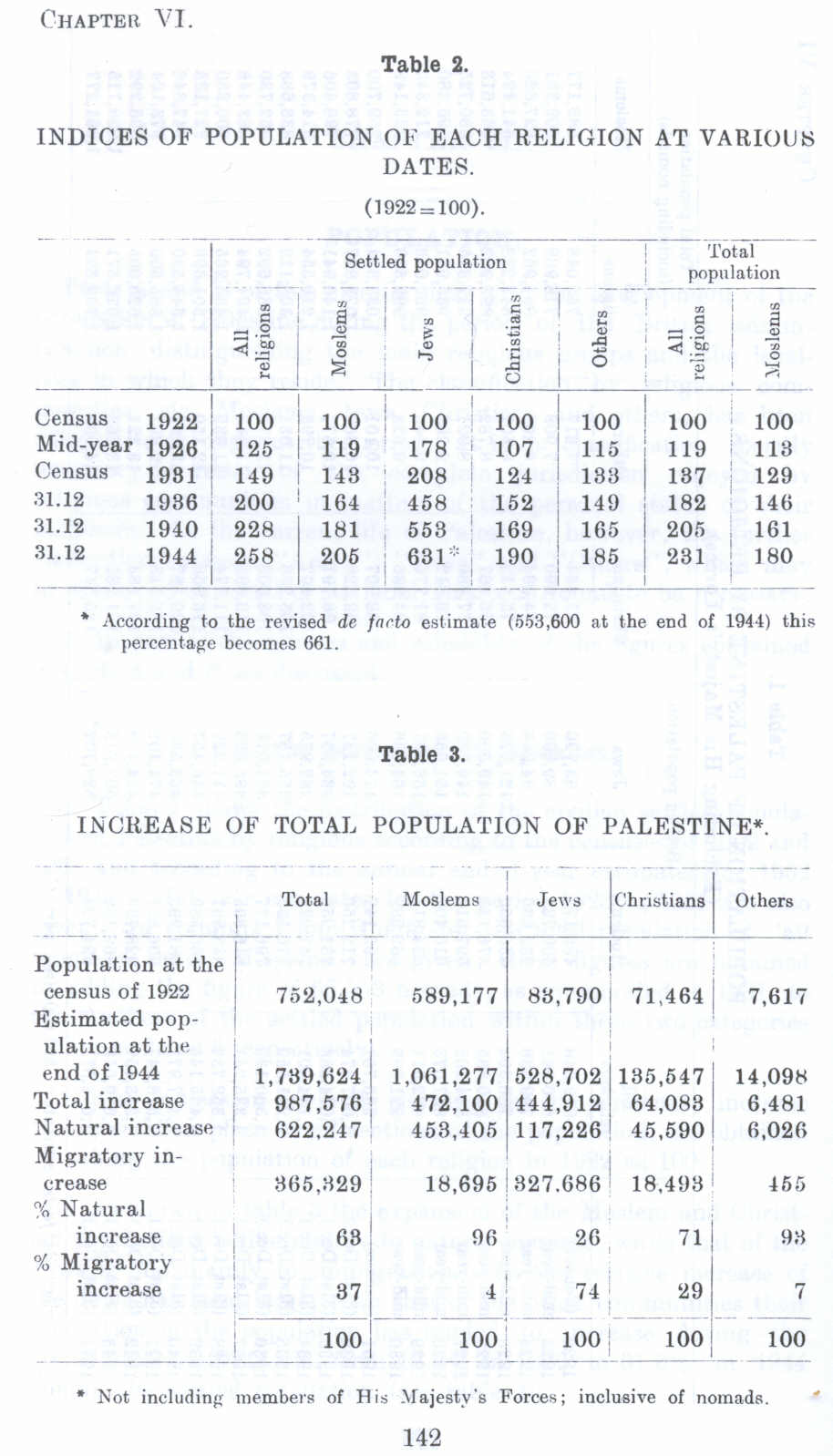
مسح سكاني لفلسطين، يُظهر الزيادة السكانية بين عامي 1922 و 1944.

يشير التاريخ الديموغرافي لفلسطين إلى دراسة الكثافة السكانية التاريخية لمنطقة فلسطين، والتي تعتبر تقريبًا إسرائيل الحديثة والضفة الغربية وقطاع غزة، وفي بعض المصادر أيضا الأجزاء الغربية من الأردن.

## العصر الحديدي
تشير دراسة أجراها إيغال شيلوه للجامعة العبرية إلى أن الكثافة السكانية لفلسطين في العصر الحديدي لم تتمكن من تجاوز المليون. كتب إيغال: «... الكثافة السكنية للبلاد في الفترة الرومانية البيزنطية تجاوزت إلى حد كبير ذلك في العصر الحديدي...» تقبل شيلوه تقديرات عالم الآثار الإسرائيلي ماغين بروشي لسكان فلسطين خلال عهد الهيكل الثاني، بما يعادل 1,000,000-1,250,000 وأوضح أن الكثافة السكانية لإسرائيل في العصر الحديدي يجب أن تكون أقل بمراعاة النمو السكاني. «.. إذا تقبلنا التقديرات السكانية لبروشي، والتي تبدو أنها مؤكدة من قبل نتائج البحوث الحديثة، فإنه يتبع ذلك أن تقديرات الكثافة السكانية خلال العصر الحديدي يجب أن تكون أقل».
إحدى الدراسات عن النمو السكاني من عام 1000 ما قبل الميلاد إلى عام 750 ما قبل الميلاد تقدر أن عدد سكن يهود فلسطين كان لديه معدل نمو طبيعي بما يعادل 0.4 في السنة.

## الديموغرافية الحالية
بحسب دائرة الإحصاء المركزية الإسرائيلية فإنه وفي 2015، كان مجمل عدد السكان في إسرائيل 8 ونصف مليون نسمة، وصف الإحصاء 75% منهم أنهم يهود، و21% منهم أنهم عرب، و4% بآخرون. ومن ضمن المجموعة المعنونة يهودا، فإن 76% منهم ولدو في إسرائيل (دون تحديد للأصل) بينما ولد الباقون في بلدان أخرى وهاجرو في حياتهم إلى إسرائيل؛ ينقسمون إلى مواليد أوروبا وجمهوريات الاتحاد السوفييتي السابق والأمريكيتيين (مشكلين 16%) ومواليد آسيا وأفريقيا بما فيها البلدان العربية (مشكلين 8%).
بحسب تقديرات الجهاز المركزي للإحصاء الفلسطيني، فإنه في 2015 كان عدد السكان في الضفة الغربية حوالي 2.9 مليون نسمة و1.8 مليون نسمة في قطاع غزة ومن المتوقع أن يصل عدد السكان في غزة إلى 2.1 مليون نسمة في 2020، لتصل الكثافة السكانية لأكثر من 5,800 نسمة لكل كيلو متر مربع.
تحتسب كل من الإحصائيات الفلسطينية والإسرائيلية سكان القدس الشرقية العرب في تقاريرهم. وبحسب تلك التقديرات فإن مجمل عدد السكان في منطقة فلسطين، كما تُعرّف بإسرائيل والضفة الغربية وقطاع غزة المحتلتين يُقدر ب12.8 مليون نسمة تقريبا.